# 青人社
青人社（せいじんしゃ）は、1981年から1999年まで存在した日本の出版社。ただし、初期は社内に「編集部」しかなく、広告・営業は親会社の学研に頼っており、実質は編集プロダクションであった。

## 概要
1981年に経営危機に陥った平凡社を退社した、元編集局長の馬場一郎、雑誌『太陽』の元・編集長の嵐山光三郎、元『太陽』編集部の筒井康彦（筒井ガンコ堂）、西田成夫、渡辺直樹、三村泰彦、山崎修により、学研の援助を受けて発足した。編集部が作られた場所は、学研の元倉庫の、長原の八百屋の2階だった。
1981年11月には季刊雑誌『四季の手帖』を刊行。嵐山が『太陽』時代に発案した名物企画「年賀状特集」を企画して、平凡社『太陽』との企画争いとなり、話題になった。
1982年4月には、月刊誌『ドリブ』を刊行開始。嵐山編集長自身が、タレント、昭和軽薄体ライターとして有名になったこともあり、人気雑誌となった。
また、その他に一般書籍も多数刊行。また、アダルト雑誌『おとこの遊び専科』も刊行。一時は有力な中堅出版社となる。
だが、1991年に学研が援助をやめ、「学研のグループ企業」として独立することになり、広告部・営業部も自前で持つようになる。会社は、渋谷区広尾の長谷部第三ビルに移った。
1994年の馬場の死去後は学研の傘下から完全に離れ、会員制雑誌『ロッタリー』を発行していたワールドマガジン社（実態は海外宝くじ購入斡旋・代行業者であった）の傘下となり、会社は六本木の日産ビル（現：六本木ヒルズノースタワー）に移った 。
だが、買収後程なくして親会社であり経営再建に向けたスポンサーでもあったワールドマガジン社が刑法187条（富くじ罪）による摘発を受けて廃業したことにより、経営は悪化。『ドリブ』は1997年10月号をもって休刊となり、その後1999年7月号で復刊するも、直後の9月に倒産した。『おとこの遊び専科』はJ.D.P（ジャパン・デジタル・パブリッシング）が継承したものの、3号で休刊となった。

## 主な刊行雑誌
- 四季の手帖
- ドリブ
- おとこの遊び専科
- 日本こころの旅
- 起業塾
- Gal's Oops!

## 関連書籍
- 嵐山光三郎『昭和出版残侠伝』筑摩書房 - 創立当初の時代のことが描写されている。